# Georg Dornauer (Politiker, 1955)
Georg Dornauer (* 3. Oktober 1955 in Innsbruck) ist ein österreichischer Politiker (SPÖ). Er war von 2003 bis 2008 Abgeordneter zum Tiroler Landtag und Vizebürgermeister von Sellrain. Von 2013 bis 2018 war er erneut Landtagsabgeordneter.

## Leben
Georg Dornauer besuchte die Volksschule in Gries im Sellrain zwischen 1960 und 1965 und wechselte danach an die Hauptschule von Kematen in Tirol. Ab 1969 absolvierte er die HTL Innsbruck Abteilung Hochbau, wo er 1974 die Matura ablegte. Dornauer arbeitete zwischen 1975 und 1978 im Statikbüro Bucher  und wechselte danach bis 1982 zum Architekturbüro Heiss. Dornauer arbeitete von 1982 bis 2001 für die Hochbauabteilung der Österreichischen Bundesbahnen und ist seit 2001 Bezirksgeschäftsführer der SPÖ Innsbruck-Land.
Georg Dornauer engagierte sich als Gemeinderat in Sellrain, dem er seit 1996 angehört. Zwischen 1998 und 2004 war Dornauer im Gemeindevorstand, seit 2004 ist er der Vizebürgermeister der Gemeinde Sellrain. Am 21. Oktober 2003 wurde Dornauer als Abgeordneter des Tiroler Landtags abgelobt. Er ist Verkehrssprecher der SPÖ-Tirol und ist Mitglied im Ausschuss für Land- und Forstwirtschaft, Verkehr und Umwelt. Im Mai 2008 geriet Dornauer in die Medien, nachdem er bei einer positiven Alkoholkontrolle seinen Führerschein verloren hatte. Parteichef Hannes Gschwendtner kündigte in der Folge an, Dornauer nicht mehr mit der Funktion des Verkehrssprechers betrauen zu wollen, falls dieser wieder in den Landtag einziehen sollte. Dornauer schied nach der Landtagswahl in Tirol 2008 mit dem 1. Juli 2008 aus. Bis 2018 war er Landesgeschäftsführer der SPÖ Tirol.
Sein Sohn Georg Dornauer jun. (* 1983) ist ebenfalls Politiker.